# 국 (성씨)
국(鞠, 國, 菊)씨는 중국 및 한국의 성씨이다.

## 국문할 국 鞠
국씨는 희성(姬姓)으로 후직(后稷)의 손자다. 태어날 때 손에 무늬가 있었다. 이 무늬가 국자(鞠字)와 같다하여 국(鞠)이라고 했다고 한다. 후손인 국무(鞠武)는 연태자 단(燕太子丹)의 사부였다고 한다. 후직은 중국 전설의 농경신이며 주(周)왕조의 시조로 전해진다. 후직의 손자로 태어날 때 국자문양(鞠字紋樣)을 띤 사람은 사기(史記)에도 나온다. 뒤에 후손들이 국도(鞠陶)라고 이름 지었고, 국씨 성의 창시조이자 주무왕(周武王) 희발(姬發)의 13대조이다. 연나라 태자 단은 자객 형가(荊軻)를 시켜 진시황(秦始皇)을 암살토록 한 인물로 역사에 기록되어 있다.
국(鞠)씨는 2015년 대한민국 통계청 인구조사에서 20,547명으로 조사되어, 한국 성씨 인구 순위 93위이다. 국(鞠)씨의 본관은 조선씨족통보(朝鮮氏族統譜)와 증보문헌비고(增補文獻備考) 등에 담양을 비롯하여 영광, 복성, 진주, 대구, 부령 등 6본이 기록되어 있다.
담양 국씨의 시조 국주(鞠周)는 중국 절강성 항주(杭州) 출신이다. 국주(鞠周)는 중국 송나라의 공경대부(公卿大夫)였는데, 금나라가 송나라의 황제였던 흠종(欽宗)을 납치해간 정란(政亂)이 발생하자 이 난을 피해 1128년(고려 인종 6년) 고려에 입국하여 귀화하였다. 국주는 고려에 입국하자마자 인종을 배알하고 군신의 예를 취하였는데, 인종이 크게 기뻐하면서 국주에게 감정관(監正官)을 제수(除授)하여 고려 조정에 출사(出仕)시켰다. 그리고 당시 중원(中原)의 신흥 강국으로 부상하던 금나라에서 송나라를 제압하고 고려에게 군신의 관계로 대할 것과 많은 공물(貢物)을 요구하였는데, 인종은 국주를 금국봉사(金國奉使)로 임명하여 금나라의 요구에 외교적으로 대처하게 하였다. 국주는 왕명을 받고 여러 번 금나라에 왕래하면서 군신관계의 부당성을 주장하여 외교적으로 평등관계를 맺고 귀국하였다. 이에 인종은 국주에게 삼중대광(三重大匡) 추성군(秋城君：추성은 전라남도 담양군의 옛 지명)에 봉하고 담양(潭陽)을 본관으로 정해주었다.
고려 후기의 충신 국유(鞠襦)는 고려 공민왕 때 최영 장군의 탐라 정벌을 돕고, 곡주 지역의 반란군을 평정하는 등의 공으로 호부상서(戶部尙書) 관직에 이르렀으나, 고려가 망하자 두문동(杜門洞)으로 들어갔다. 조선 태조 이성계가 즉위하여 여러 차례 불러냈으나 두문동에 들어가서 나오지 않았다. 결국 태조가 살던 집에 불을 질렀는데도 두문불출하고 집과 함께 불타 죽었다. 자신의 목숨을 바쳐 죽음으로 절개(節槪)를 세웠으며, 꺾이지 않는 의리(義理)도 세웠다. 이러한 불사이군(不事二君)의 충절은 「두문동칠십이현록(杜門洞七十二賢錄)」에 수록되었으며, 두문동칠십이현(杜門洞七十二賢)에 포함되었다. 이후 태조 이성계가 충절을 기려 자손을 담양 관리에 임명토록 하였다. 조선시대 문과 급제자로는 조선 문종 1년(1451년) 문과에 급제하여 사간원사간(司諫院司諫)을 지낸 국경례(鞠經禮), 조선 현종 4년(1663년) 문과에 급제하여 현감(縣監)을 지낸 국민(鞠旻)이 있다.
현대 인물로는 대한극장 설립자이자, 세기상사회장, 4대 민의원을 지낸 국쾌남(鞠快男), 국회의원 국종남, 국창근, 아나운서 국혜정 등이 있다.

## 나라 국 國

### 중국
중국 고유의 국(國)씨의 연원으로는 몇 가지가 전한다.
1. 출자는 강성이며 관명에서 따온 것이다. 주대의 제후국 제나라의 상경 국씨는 제나라 공족으로 보국상경(輔國上卿)을 지냈고 그 관명에서 '국'을 따서 씨로 삼았다.
2. 출자는 희성이며 자에서 따온 것이다. 주대의 제후국 정나라의 상경 국씨는 정 목공의 아들 공자 발(자산의 아버지)의 자손으로, 공자 발의 자 자국(子國)을 씨로 삼았다.

### 한국
국(國)씨는 2015년 대한민국 통계청에서 37명으로 조사되었다. 본관은 담양이 23명, 기타 14명이다.
국(國)씨는 백제의 8대 귀족 성씨 중 하나였다. 인물로는 삼국사기 백제본기 권5에 611년(백제 무왕 12)에 수나라에 사신으로 들어가 조공을 한 국지모(國知牟)가 고구려 정벌의 출병 기일을 물었다는 기록이 보이며, 고려 태조 원년에 원외랑(員外郞)을 지낸 국현(國鉉)이 있었다.
양지 국씨(陽智國氏) 국승길(國承吉, 1608년생)이 1637년(조선 인조 15년) 무과에 합격하여 겸사복(兼司僕)이라는 관직을 지냈다. 그의 아버지는 사과(司果)라는 관직을 지낸 국응담(國應談)이다.

## 국화 국 菊
국(菊) 2015년 대한민국 통계청에서 43명으로 조사되었다. 본관은 담양 35명, 기타 8명이다.